# Zyprischer Fußballpokal 1952/53
Der Zyprische Fußballpokal 1952/53 war die 16. Austragung des zyprischen Pokalwettbewerbs. Er wurde vom zyprischen Fußballverband ausgetragen. Das Finale fand am 19. April 1953 im GSP-Stadion von Nikosia statt.
Erstmals nahmen auch Mannschaften aus der zweiten Liga teil. Pokalsieger wurde EPA Larnaka. Das Team setzte sich im Finale gegen Titelverteidiger Çetinkaya TSK durch. 
Alle Begegnungen wurden in einem Spiel ausgetragen. Bei unentschiedenem Ausgang wurde das Spiel um zweimal 15 Minuten verlängert. Stand danach kein Sieger fest, folgte ein Wiederholungsspiel auf des Gegners Platz.

## Teilnehmer
| First Division (8) | Second Division (6) |
| --- | --- |
| - Anorthosis Famagusta - EPA Larnaka - AEL Limassol - AYMA Nikosia - APOEL Nikosia - Çetinkaya TSK - Olympiakos Nikosia - Pezoporikos Larnaka | - Aris Limassol - Demir Spor Larnaka - Doğan Türk Birliği - Mağusa Türk Gücü - SEAAS Nikosia - Türkischer Club Larnaka |

## 1. Runde
Die Spiele fanden am 10. Januar 1953 statt.
|                         | Ergebnis |                     |
| ----------------------- | -------- | ------------------- |
| AEL Limassol            | 5:0      | SEAAS Nikosia       |
| Anorthosis Famagusta    | 7:1      | Demir Spor Larnaka  |
| APOEL Nikosia           | 1:0      | Pezoporikos Larnaka |
| EPA Larnaka             | 10:10    | Aris Limassol       |
| Çetinkaya TSK           | 10:20    | Mağusa Türk Gücü    |
| Türkischer Club Larnaka | 2:3      | Doğan Türk Birliği  |
| Olympiakos Nikosia      | Freilos  |                     |
| AYMA Nikosia            | Freilos  |                     |

## Viertelfinale
|                      | Ergebnis  |                    |
| -------------------- | --------- | ------------------ |
| Anorthosis Famagusta | 2:1       | Olympiakos Nikosia |
| APOEL Nikosia        | 2:2 n. V. | EPA Larnaka        |
| Çetinkaya TSK        | 3:1       | AYMA Nikosia       |
| AEL Limassol         | 2:0       | Doğan Türk Birliği |

### Wiederholungsspiel
|             | Ergebnis |               |
| ----------- | -------- | ------------- |
| EPA Larnaka | 3:0      | APOEL Nikosia |

## Halbfinale
|              | Ergebnis |                      |
| ------------ | -------- | -------------------- |
| AEL Limassol | 1:2      | Çetinkaya TSK        |
| EPA Larnaka  | 01:1 1   | Anorthosis Famagusta |

## Finale
| Paarung        | EPA Larnaka – Çetinkaya TSK |
| Ergebnis       | 2:1 (1:0) |
| Datum          | 19. April 1953 |
| Stadion        | GSP-Stadion, Nikosia |
| Schiedsrichter | Lillis Ieronimides |
| Tore           | 1:0 Sarkis Mpetikian „Kkilis“ (17.) 2:0 Dickran Misirian (73.) 2:1 Mustafa Devterali (74.) |
| EPA Larnaka    | Nikos Pirgos – Champis Filippoy, Takis Christodoulides – Antonis Pirgos, Kostakis Mamas, Panayiotis Panatsos – Sarkis Mpetikian „Kkilis“, Aram Terzian, Kokos Cheimonides, Dickran Misirian, Oskan Asarntag. |
| Çetinkaya TSK  | Mustafa Epem – Dervis Patounas „Arap“, Mustafa Devterali – Fikret Achmet, Oouz Karagel, Omer Chasim – Ertogan Asarntag, Erol Kazim, Vetat Shialich „Jipsis“, Ali Achmet, Mechmet Partak.                     |